# Comusia abbreviatella
Comusia abbreviatella là một loài bọ cánh cứng trong họ Cerambycidae.